# 龍興山一人
龍興山 一人（りゅうこうざん かずと、1967年6月23日 - 1990年2月2日）は、大阪府堺市出身で出羽海部屋に所属した大相撲力士。本名は宮田 一人（みやた かずと）。

## 来歴
堺市立浜寺中学校時代に元出羽海部屋の幕下力士・播州山の知り合いに勧誘されて相撲部に入り、3年生で出羽海部屋への入門を決めた。周囲の猛反対を押し切り、自分の意思を貫いて卒業と共に初土俵を踏んだ。「龍興山」とは大阪府堺市にある寺院「南宗寺」の山号でもある。
一進一退が続いたことで嫌気が差し、12月に部屋を脱走したが、癌の治療中だった父親に励まされたことで心を入れ替え、1984年に兄弟子に電話で連絡して部屋に戻ったが、本人は復帰がかなり不安だったようで、高速道路でさえ逃げ出そうとしたという。やっとの思いで部屋に戻ると廃業届も提出されておらず、髷も残っていたことからすんなり復帰でき、父親の没後は強みを増した。
当初は遅い相撲だったが、1989年7月場所に十両へ昇進した頃には早くなり、腰の重さを生かしたがぶり寄りも覚え、その取り口から「琴風二世」と評された。1990年1月場所で新入幕を果たし、終盤の4連勝で9勝6敗と勝ち越した。

### 突然の死
ところが、1990年1月場所後の同年2月2日の朝稽古後、部屋の廊下で突然意識を失って倒れた。部屋の力士や親方によって救急車で病院に運ばれたものの、手当ての甲斐もなく虚血性心不全によって急逝してしまった。22歳没。当時の師匠だった9代出羽海（元第50代横綱・佐田の山）は心労によって数日間寝込んでしまう程だった。
本来ならば、番付編成会議後に亡くなった力士は翌場所の番付から四股名が消され、その位置は空き番付となるはずだったが、龍興山の場合は新入幕を果たした場所で勝ち越したことで、翌場所は自己最高位を更新する予定であったため、「せめて番付だけでも故郷（3月場所は大阪で行われる）に錦を飾らせたい」という9代出羽海や日本相撲協会の配慮で残されることになり、3月場所の新番付では自己最高位となる東前頭5枚目にその四股名が記載された。

## エピソード
- 現役中に死亡した幕内力士は、第51代横綱・玉の海正洋（1971年）以来19年ぶりの悲劇だった。
- 龍興山と同じ1967年度生まれ（1983年3月に義務教育を修了した年齢）で幕内在位歴のある力士は龍興山の他、小城ノ花・剣晃・大翔鳳・大輝煌・舞の海・貴闘力と7人存在したが、そのうち龍興山の他に剣晃が1998年に、大翔鳳が1999年に、大輝煌が2009年に、いずれも40代までに早逝してしまった。特に剣晃は龍興山と同じ大阪府出身かつ現役中の病死であった。
- 龍興山の母は、後に東十両筆頭まで番付を上げた泉州山喜裕（高砂部屋）の実家の鮮魚店を手伝っていた。龍興山の没後、落胆していた龍興山の母の姿を見て、泉州山は龍興山の無念を晴らそうと決意して角界入りしたと言われている。

## 主な成績
- 生涯成績：170勝109敗19休 勝率.609
- 幕内成績：9勝6敗 勝率.600
- 現役在位：40場所（番付上では41場所）
- 幕内在位：1場所（番付上では2場所）
- 各段優勝
  - 十両優勝：1回（1989年9月場所）
  - 序ノ口優勝：1回（1984年11月場所）

### 場所別成績
| | 一月場所 初場所（東京）    | 三月場所 春場所（大阪）   | 五月場所 夏場所（東京） | 七月場所 名古屋場所（愛知） | 九月場所 秋場所（東京） | 十一月場所 九州場所（福岡） |
| --- | -------------------------- | ------------------------- | ----------------------- | --------------------------- | ----------------------- | --------------------------- |
| 1983年 （昭和58年） | x                          | （前相撲）                | 西序ノ口19枚目 3–4      | 西序ノ口22枚目 4–3          | 東序ノ口3枚目 4–3       | 東序二段127枚目 3–4         |
| 1984年 （昭和59年） | 西序二段127枚目 休場 0–0–7 | 西序ノ口34枚目 休場 0–0–7 | （番付外）              | （番付外）                  | （前相撲）              | 西序ノ口38枚目 優勝 7–0     |
| 1985年 （昭和60年） | 東序二段55枚目 5–2         | 西序二段19枚目 5–2        | 西三段目81枚目 4–3      | 西三段目62枚目 5–2          | 西三段目29枚目 3–4      | 西三段目40枚目 3–4          |
| 1986年 （昭和61年） | 西三段目55枚目 2–1–4       | 東三段目87枚目 6–1        | 西三段目32枚目 6–1      | 西幕下53枚目 3–4            | 東三段目7枚目 4–3       | 東幕下52枚目 6–1            |
| 1987年 （昭和62年） | 西幕下24枚目 3–4           | 東幕下33枚目 4–3          | 東幕下24枚目 4–3        | 西幕下16枚目 3–4            | 西幕下21枚目 5–2        | 西幕下11枚目 4–3            |
| 1988年 （昭和63年） | 西幕下7枚目 3–4            | 西幕下11枚目 4–3          | 東幕下7枚目 3–3–1       | 東幕下16枚目 4–3            | 東幕下10枚目 4–3        | 東幕下7枚目 3–4             |
| 1989年 （平成元年） | 東幕下13枚目 4–3           | 東幕下9枚目 4–3           | 東幕下5枚目 6–1         | 西十両13枚目 9–6            | 東十両9枚目 優勝 10–5   | 西十両2枚目 11–4            |
| 1990年 （平成2年） | 西前頭10枚目 9–6           | 東前頭5枚目 引退 –        | x                       | x                           | x                       | x                           |
| 各欄の数字は、「勝ち-負け-休場」を示す。 優勝 引退 休場 十両 幕下 三賞：敢=敢闘賞、殊=殊勲賞、技=技能賞 その他：★=金星 番付階級：幕内 - 十両 - 幕下 - 三段目 - 序二段 - 序ノ口 幕内序列：横綱 - 大関 - 関脇 - 小結 - 前頭（「#数字」は各位内の序列） |                            |                           |                         |                             |                         |                             |

### 幕内対戦成績
| 力士名   | 勝数 | 負数 | 力士名 | 勝数 | 負数 | 力士名   | 勝数 | 負数 | 力士名 | 勝数 | 負数 |
| -------- | ---- | ---- | ------ | ---- | ---- | -------- | ---- | ---- | ------ | ---- | ---- |
| 安芸ノ島 | 0    | 1    | 恵那櫻 | 0    | 1    | 騏乃嵐   | 1    | 0    | 旭道山 | 0    | 1    |
| 起利錦   | 1    | 0    | 琴錦   | 0    | 1    | 琴富士   | 1    | 0    | 陣岳   | 1    | 0    |
| 太寿山   | 0    | 1    | 貴ノ浜 | 1    | 0    | 孝乃富士 | 0    | 1    | 多賀竜 | 1    | 0    |
| 花ノ国   | 1    | 0    | 三杉里 | 1    | 0    | 若瀬川   | 1    | 0    |        |      |      |

## 改名歴
- 宮田 一人（みやた かずと）：1983年3月場所 - 1989年5月場所
- 龍興山 一人（りゅうこうざん - ）：1989年7月場所 - 1990年3月場所（没後）